# Löbitz
Löbitz è una frazione tedesca di 447 abitanti del comune di Mertendorf, situata nel land della Sassonia-Anhalt.
Fino al 31 dicembre 2009 ha costituito un comune autonomo.